# もうひとつのジェネシス:ライヴ後編
『もうひとつのジェネシス:ライヴ後編』（The Way We Walk, Volume Two: The Longs）は、イングランドのロック・バンド、ジェネシスによる5枚目のライブ・アルバムで、1992年の「ウィ・キャント・ダンス・ツアー」にて録音され、1993年にリリースされた。アルバムのタイトルは、前作収録の「I Can't Dance」と、今回収録の「I Know What I Like」という2曲の歌詞にちなんでいる。
対となる作品である前作『ザ・シングル・ヒッツ・コレクション:ライヴ前編』にはバンドの最近のポップ・ヒット曲が収録されていたが、『もうひとつのジェネシス:ライヴ後編』ではこの期間に演奏された長い曲に焦点が当てられた。1992年のツアーで、ジェネシスは古い曲「Dance on a Volcano」「The Lamb Lies Down on Broadway」「The Musical Box」「Firth of Fifth」「I Know What I Like (In Your Wardrobe)」を集めた、「In the Cage」メドレーに代わる「新しい」メドレーを演奏した。この「オールド・メドレー」は、本アルバムと（ほんのわずか異なるバージョンで）アールズ・コート・コンサートを収録したDVDの両方に登場した。「オールド・メドレー」のDVDバージョンには、CDバージョンの「Your Own Special Way」の短い断片の代わりに「Misunderstanding」の非常に小さな断片が含まれている。
『もうひとつのジェネシス:ライヴ後編』は、全英1位となって9週間チャートに残り、アメリカでは20位まで昇りつめた。今作が、今のところバンド最後のナンバー1アルバムのままである。

## 収録曲
1. 「オールド・メドレー: ダンス・オン・ア・ヴォルケーノ〜ラム・ライズ・ダウン・オン・ブロードウェイ〜ザ・ミュージカル・ボックス〜ファース・オブ・フィフス〜アイ・ノウ・ホワット・アイ・ライク」 - "Old Medley" : "Dance on a Volcano" - "The Lamb Lies Down on Broadway" - "The Musical Box" - "Firth of Fifth" - "I Know What I Like (In Your Wardrobe)[注釈 1]" 1992年7月10日、ドイツ・ハノーヴァー - 19:32
2. 「ドライヴィング・ザ・ラスト・スパイク」 - "Driving the Last Spike" 1992年7月13日、ドイツ・ハノーヴァー - 10:18
3. 「ドミノ: パート1-静寂の夜/パート2-ザ・ラスト・ドミノ」 - "Domino" 1992年7月10日 - 11:21
4. 「フェイディング・ライツ」 - "Fading Lights" 1992年7月13日 - 10:55
5. 「ホーム・バイ・ザ・シー」 - "Home by the Sea"/"Second Home by the Sea" 1992年7月10日 - 12:14
6. 「ドラム・デュエット」 - "Drum Duet" 1992年7月10日 - 6:06

※「ドラム・デュエット」はレコード盤には含まれていなかった

## 参加ミュージシャン
- フィル・コリンズ - ボーカル、ドラム、パーカッション
- トニー・バンクス - キーボード、バッキング・ボーカル
- マイク・ラザフォード - ギター、ベース、バッキング・ボーカル

アディショナル・ミュージシャン
- ダリル・ステューマー - ギター、ベース、バッキング・ボーカル
- チェスター・トンプソン - ドラム、パーカッション